# Kumys
Kumys (mongolsky айраг, kazašsky қымыз, kyrgyzsky кымыз, baškirsky ҡымыҙ uzbecky a tatarsky qimiz, rusky кумыс) je středoasijský nápoj z kvašeného kobylího mléka. Nápoj je široce rozšířen jak ve Střední Asii, tak i v evropské části Ruska.

## Výroba a skladování
Kumys se vyrábí z kobylího mléka. Na jedno dojení se získá necelý litr. S výrobou kumysů se začíná zpravidla na jaře, kdy má kobyla první hříbě. Klisny se při dojení nepřivazují, protože by pak mléko mělo horší chuť. Dříve se mléko dojilo do saby (velkého měchu z kobylí kůže) a poté se mléko tlouklo bišpekem (dřevěná palice). Pokud se mléko nalilo do saby večer, bylo ráno připraveno k použití (cca 12 hodin). Měch se vyráběl výhradně z kůže klisny, která uhynula přirozenou smrtí a kůže se pak vydělávala ve sraženém kumysu. Jakmile začne být kumys mírně nakyslé chuti, je možné jej konzumovat, ale lepšího výsledku se docílí pokud je několik dní odleželý, ne však příliš dlouho, jelikož se poté zkazí. Kumys by měl být skladován ve stínu a chladu, položený na studené zemi, kde je ochlazován a na víku zase ohříván nahřátou látkou. Výsledná konzistence by měla mít stejnou hustotu jako původně nadojené mléko. Dojení a skladování do saby je dnes spíše ojedinělé, v hojné míře se využívají plastové nádoby. Dříve se pro převoz kumysu používal tursuk (kožený vak), dnes jsou však hojně používány plastové láhve nebo kanystry.

## Chuť

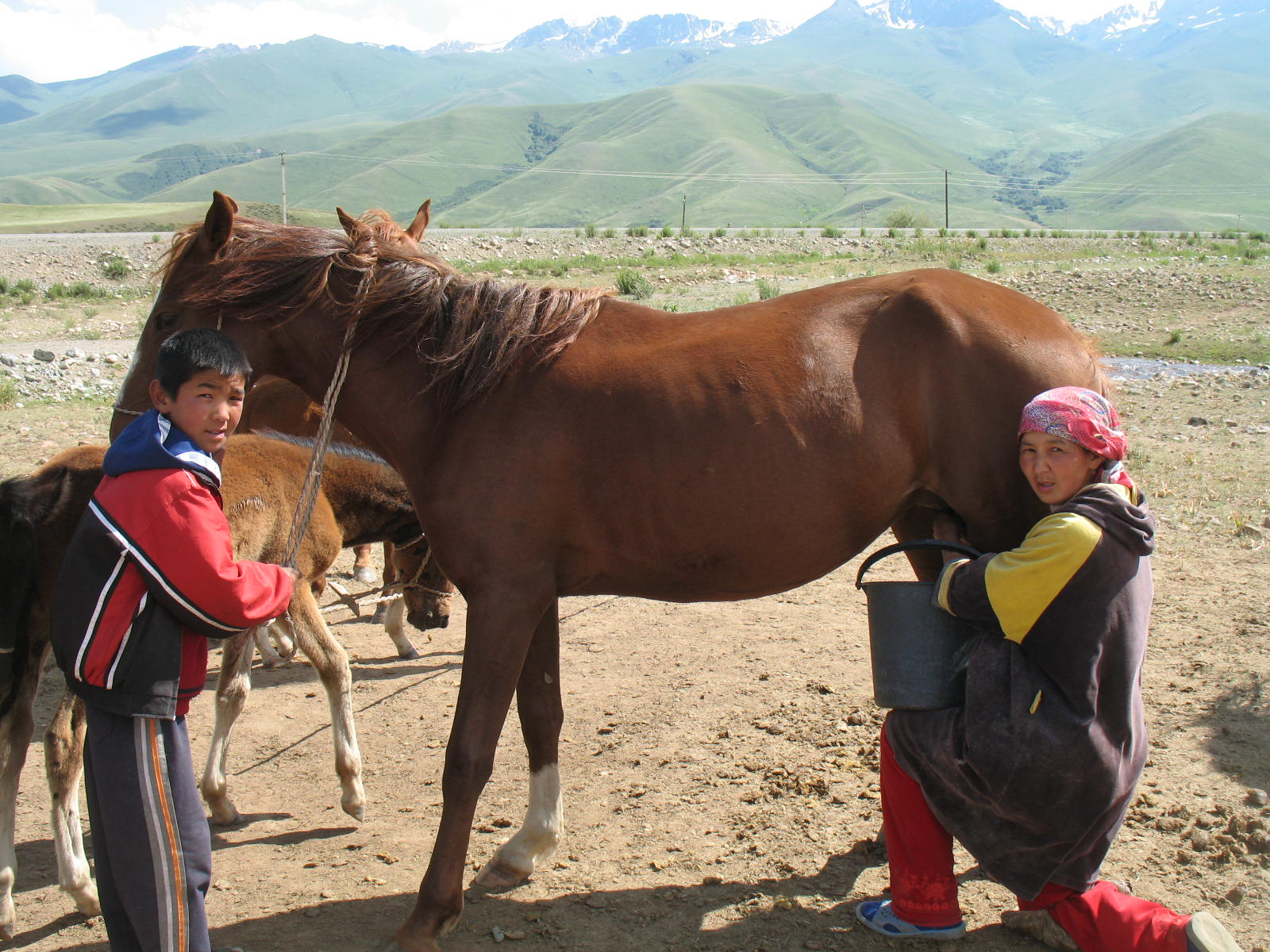
Výroba kumysu v Kyrgyzstánu

Kumys má nakyslou až štiplavou chuť, která se dá srovnat s acidofilním perlivým mlékem. Kumys je výživný a spolu s pečivem tvoří základní stravu pastevců. Řada cizinců má však s jeho strávením potíže. Často je na vině nádoba a způsob jakým je nápoj uchováván (otevřené plastové barely, nalétaný hmyz, apod.).

## Druhy
- saamal – čerstvě uvařený
- hojuu – silně alkoholický (4,5 % alkoholu)
- aachtaach kumys – s přidaným kravským mlékem
- hara kumys – s přidanou smetanou
- aryylach kumys – s přidaným máslem

Kumys se slabším obsahem alkoholu (do 1 %), se používá spíše na léčebné účely – bronchitida, chudokrevnost, tuberkulóza (např. v sanatoriu Kníže Josef v Nałęczówě ve východním Polsku).

## Podávání
V minulosti se u Kazachů a Kyrgyzů udržovala tradice podávání kumysu. Například pro hosty byl určen kumys od tříleté klisny, a pro bojovníky zase kumys vyrobený z mléka pětileté klisny, které mělo nahořklou chuť. Lišily se také nádoby, ze kterých se kumys pil:
- kes (obyčejná nádoba) – náhodní hosté
- tostak (dřevěný pohár) – obchodníci nebo déle sedící hosté
- zeren (malovaná číše) – blízcí přátelé
- koze (krásně zdobená číše) – snoubenci a akynové (zpěváci hrdinských eposů)
- velké džbány – bojovníci

Dnes se v Kyrgyzstánu kumys pije z klasických porcelánových šálků – pial, podobně jako čaj. Např. sibiřští Jakuti ale dodnes pijí kumys z tradičních dřevěných džbánků na třech nožkách zvaných čorony.